# Bezirk Riva
Der Bezirk Riva war ein Politischer Bezirk in der Gefürsteten Grafschaft Tirol. Der Bezirk umfasste Gebiete um den Gardasee sowie das Val di Ledro und dessen Seitental, das Val di Concei. Sitz der Bezirkshauptmannschaft war die Gemeinde Riva. Das Gebiet wurde nach dem Ersten Weltkrieg Italien zugeschlagen.

## Geschichte
Die modernen, politischen Bezirke der Habsburgermonarchie wurden um das Jahr 1868 im Zuge der Trennung der politischen von der judikativen Verwaltung geschaffen.
Der Bezirk Riva wurde dabei 1868 aus den Gerichtsbezirken Riva und Arco gebildet.
Im Bezirk Riva lebten 1869 22.602 Personen, wobei der Bezirk 4.000 Häuser beherbergte und 6,08 Quadratmeilen umfasste.
1871 wurde die Wiedererrichtung des Gerichtsbezirks Val di Ledro bestimmt, wodurch im Bezirk Riva drei Gerichtsbezirke bestanden. Die Errichtung des Gerichtsbezirks Val die Ledro wurde am 24. März 1872 amtswirksam.
Der Bezirk Riva umfasste 1910 eine Fläche von 353,33 km² und beherbergte eine Bevölkerung von 30.633 Personen, davon hatten 26.296 Italienisch oder Ladinisch, 1.643 Deutsch und 2.694 eine andere Sprache als Umgangssprache angegeben oder waren Staatsfremde. Der Bezirk bestand aus drei Gerichtsbezirken mit 24 Gemeinden.
Durch die Grenzbestimmungen des am 10. September 1919 abgeschlossenen Vertrages von Saint-Germain wurde der Bezirk Riva zur Gänze Italien zugeschlagen.

## Gemeinden
Der Bezirk Riva umfasste 1910 die 24 Gemeinden Arco, Bezzecca, Biacesa, Cologna-Gavazzo, Drena, Dro, Enguiso, Legos, Lenzumo, Locca, Mezzolago, Molina, Nago-Torbole, Oltresarca, Pieve di Ledro, Pranzo, Pré, Pregasina, Riva, Romarzollo, Tenno, Tiarno Superiore, Tiarno di sotto und Ville del Monte.